# Stralsunder Straßennamen/R
Dies ist ein Verzeichnis der Straßennamen der Hansestadt Stralsund.
Das Verzeichnis nennt den Namen der Straße und (in Klammern) den Ortsteil. Dazu wird eine Erläuterung (Jahr der Benennung, Grund) zum Straßennamen gegeben. Wegen der großen Anzahl an Straßen wurde das Verzeichnis nach den Anfangsbuchstaben der Straßennamen aufgeteilt. Unter „Allgemeines“ finden Sie die Einleitung und Erläuterungen zu den Straßennamen allgemein.
Beispiel: Den Amanda-Weber-Ring finden Sie unter A.
- Rabenweg (Lüssower Berg / Am Lüssower Berg)

Benannt nach dem Raben. Ein Großteil der Straßen dieses Viertels erhielten ihre Namen nach einheimischen Vogelarten.
- Raffinerieweg (Franken / Frankenvorstadt)

Benannt nach der Raffinerie der ehemaligen Zuckerfabrik. Nach Stilllegung und Abriss der Zuckerfabrik 1996 entstand auf dem Gelände ab 1998 ein Wohngebiet. Der Raffinerieweg gehört hierzu.
- Ravensberger Straße / Ravensbergerstraße (Altstadt / Altstadt)

Die Ravensbergerstraße, die erstmals Anfang des 14. Jahrhunderts urkundlich erwähnt wurde, erhielt ihren Namen nach der Familie von Ravensberg. Hierbei handelt es sich um eine der ältesten in Stralsund ansässigen Familien, die mehrere Ratsherren stellte.
- Reeperbane / Reeperberg

ehemaliger Straßenname, siehe Reiferbahn
- Reiferbahn (Franken / Frankenvorstadt)

Benannt nach den im Mittelalter hier ansässigen Reifern (Seilmachern), (auch Reeper). Hier wurden die Seile auf einer Bahn gedreht. Erstmals benannt 1326 als Reeperberg, ab 1600 Reeperbane, wurde 1680 die mittelniederdeutsche Schreibweise aufgegeben und die Straße Reiferbahn genannt.
- Richard-Wagner-Straße (Knieper / Knieper Nord)

Benannt nach dem deutschen Komponisten Richard Wagner. Die Straße liegt im sog. Musikerviertel. Ein direkter Bezug zu Stralsund besteht nicht.
- Richtenberger Chaussee (Tribseer / Schrammsche Mühle bzw. Tribseer Siedlung bzw. Tribseer Wiesen bzw. Lüssower Berg / Am Lüssower Berg)

Benannt nach der Stadt Richtenberg. Diese befindet sich in unmittelbarer Nähe von Stralsund und ist dem Landkreis Vorpommern-Rügen zugehörig.
- Robert-Bosch-Straße (Langendorfer Berg / Langendorfer Berg)

Benannt nach dem deutschen Industriellen und Ingenieur Robert Bosch. Ein direkter Bezug zu Stralsund besteht nicht. Die Robert-Bosch-Straße verläuft in einem reinen Gewerbegebiet, in dem die Straßen nach deutschen Ingenieuren benannt worden sind.
- Roloff-Möller-Weg (Knieper / Knieper Nord)

Benannt nach Roloff Möller, auch Rolof Moller (* 1498, † 1529). Er war Anfang des 16. Jahrhunderts für kurze Zeit Bürgermeister von Stralsund.
- Rosengarten (Knieper / Kniepervorstadt)

1918 wurde diese Straße zwischen dem Knieperdamm und dem Moorteich angelegt, um dort Villen zu errichten. Nach einem langen Rechtsstreit wurde die Stadt Stralsund Eigentümerin. Sie benannte die Straße nach der einst auf dem Eckgrundstück befindlichen Villa der Familie von Rosen, deren Geschichte sich in Stralsund bis in das 17. Jahrhundert zurückverfolgen lässt.
- Rosmarinweg (Tribseer / Tribseer Wiesen)

Benannt nach der Pflanze Rosmarin. Das Stadtviertel wurde auf einem ehemaligen Wiesengelände errichtet, daher wurde ein Großteil der Straßen nach einheimischen Pflanzen und Kräutern benannt.
- Rostocker Chaussee (Tribseer / Tribseer Vorstadt bzw. Schrammsche Mühle bzw. Grünhufe / Stadtkoppel bzw. Freienlande bzw. Langendorfer Berg / Langendorfer Berg)

Sie wurde als Am Landweg nach Rostock angelegt und bei der Straßennamnensreform 1869 in Rostocker Chaussee umbenannt. An der Chaussee wurde das heute Krankenhaus West genannte Hospital mit weitläufigem Park 1912 eingeweiht. Seit 1900 überquerte die Eisenbahnstrecke der Eisenbahn-Gesellschaft Stralsund-Tribsees die Chaussee.
Die Rostocker Chaussee war eine der Hauptverkehrsstraßen Stralsunds und führt in westlicher Richtung nach Rostock. Mit dem Bau der Ortsumgehung erfolgte die Umwidmung dieses Teils der Bundesstraße 105 in die Zuständigkeit der Stadt.
- Rotdornweg (Süd / Andershof)

Benannt nach dem heimischen Rotdorn. In diesem Stadtviertel wurden die Straßen überwiegend nach einheimischen Pflanzen benannt.
- Rudenstraße (Franken / Dänholm)

Benannt nach der Insel Ruden, die sich im Greifswalder Bodden südlich der Insel Rügen befindet.
- Rudolf-Breitscheid-Straße (Tribseer / Tribseer Vorstadt)

Die Straße wurde unter dem Namen Steinwichstraße (Lambert Steinwich war Bürgermeister in Stralsund) Ende des 19. Jahrhunderts auf dem Abschnitt zwischen der Mariakronstraße und der Ketelhotstraße angelegt. 1930 wurde die Straße über die Ketelhotstraße hinaus verlängert. Hier ließ die GAGFAH Häuser errichten. 1931 erfolgte die erste Umbenennung in Tiergartenstraße, 1938 wurde die erneut verlängerte Straße in Prinz-Moritz-Straße umbenannt. In ihrer Nähe, am heutigen Platz des Friedens, war zuvor für das Erste Bataillon des Infanterie-Regiments 92 die Prinz-Moritz-Kaserne errichtet worden. Nach dem Zweiten Weltkrieg wurde die Straße dann wieder umbenannt, diesmal nach dem Sozialdemokraten und Reichstagsmitglied Rudolf Breitscheid, der allerdings zu Stralsund keine Beziehungen hatte.
- Rudolf-Diesel-Straße (Langendorfer Berg / Langendorfer Berg)

Benannt nach dem deutschen Ingenieur und Erfinder Rudolf Diesel. Ein direkter Bezug zu Stralsund besteht nicht. Die Rudolf-Diesel-Straße verläuft in einem reinen Gewerbegebiet, in dem die Straßen nach deutschen Ingenieuren benannt worden sind.
- Rudolf-Virchow-Straße (Knieper / Knieper Nord)

Benannt nach dem in Pommern geborenen Arzt und Politiker Rudolf Virchow. Ein direkter Bezug zu Stralsund besteht nicht.
Angelegt wurde die Straße 1960 als Johannes-R.-Becher-Straße. Becher schuf u. a. die Nationalhymne der DDR „Auferstanden aus Ruinen“. Nach der politischen Wende 1989/1990 wurde die Straße am 1. April 1994 umbenannt.
- Rungestraße (Knieper / Kniepervorstadt)

Benannt nach dem Maler Philipp Otto Runge. Ein direkter Bezug zu Stralsund besteht nicht.